# Voxel Section Editor

Esempio di animazione di un oggetto VXL combinato con un'animating HVA

Voxel Section Editor è un programma open source per la creazione di file VXL, ovvero modelli 3D basati sui voxel. Questi tipi di file sono usati dai motori grafici di alcuni vecchi giochi RTS della serie Command & Conquer.
VSE è stato progettato e sviluppato da Will Sutton (VSE 1 e 2), Plasmadroid (VSE 2), Koen (VSE 2), Stucuk (VSE 2 e 3) e Banshee (VSE 3), utenti e programmatori di molti siti sull'editing di C&C o dai vecchi Westwood Studios della EA Games. Il programma è scritto in Delphi.

## Utilizzi e gestione
Voxel Section Editor viene usato principalmente per il modding di alcuni giochi della serie C&C fino a C&C: Generals, che introduce per primo l'uso di modelli poligonati.
In questi giochi i file vengono usati per i mezzi da combattimento ed i veicoli. I voxel che li formano possono essere di 256 colori predefiniti, fra cui 16 tonalità di rosso che nel gioco vengono sostituite dal colore del giocatore che possiede quel veicolo.
Contengono, oltre al modello 3D, anche un secondo modello identico, il quale al posto delle tinte è formato da una scala di 256 grigi che vengono interpretati dall'engine come le normali per le ombreggiature. Senza tener conto di questo secondo aspetto, il modello nel gioco appare completamente piatto e privo di tridimensionalità. Dalla versione 3 il programma può effettuare un auto-remap che assegna automaticamente al modello queste normali, scegliendo fra 5 tipi diversi di metodi.

## Versioni
Attualmente VSE è ufficializzato alla versione 3 v1.38 (febbraio 2009) di Roaches, revisione non ufficiale della v1.37 (agosto 2007) di Banshee. Sono in corso gli sviluppi per la versione v1.40 da parte di Banshee, Diggsey e Roaches su PPM-site, disponibile in versione beta e in continuo aggiornamento.

## Estensioni
VSE può leggere e modificare i file .vxl, che contengono un modello 3D composto da Voxels e alcune informazione di testa che servono a gestire particolari caratteristiche nell'engine del gioco.
Dalla versione 2, VSE controlla anche la presenza, nella directory dei file .vxl, anche dei file .hva che contengono le informazioni sulle animazioni e le gerarchie dei modelli nel gioco.
Nei giochi di C&C, questi due tipi di file sono contenuti in archivi .mix presenti all'interno delle directory del gioco e dei CD, che si possono aprire e modificare con XCC Mixer.

## Altri programmi VXL
I modelli 3D dei file .vxl possono essere visualizzati, ma non modificati, anche da altri programmi, come ad esempio XCC Mixer, HVA Editor, OS HVA Viewer, oppure OS VOXEL Viewer.

### HVA Editor
HVA Editor è un programma di creazione, visualizzazione e manipolazione 3D basato sulla messa a punto di Voxel Section Editor. Consente di creare e/o modificare animazioni dei modelli di VSE. Per questo, il programma richiede i suoi file 3D. I file associabili a HVA Editor sono i .hva. Occorrono tuttavia i file .vxl per leggere i modelli di VSE. Programma equivalente ad HVA Editor è HVA Builder, sempre open source.